# Ibrahim Diallo (rugbista)
Ibrahim Diallo (Francia, 23 de enero de 1998) es un jugador profesional francés de rugby que se desempeña en la posición de ala cerrado en Racing 92, equipo perteneciente a la liga Top 14.

## Carrera
Diallo es un jugador de formación francesa (JIFF). Comenzó su carrera deportiva con el equipo AAS Sarcelles Rugby, en el cual jugó seis temporadas (2008-2014), después pasó a Racing 92, donde lleva jugando diez temporadas.